# Магнолія оберненояйцевидна
Маґнолія великолиста, або оберненояйцевидна (лат. Magnolia obovata) — вид рослин з родини магнолієві (Magnoliaceae), що походить з Японії та сусідніх Курильських островів. Росте на висотах від 0 до 1800 м над рівнем моря у змішаних листопадних лісах.
В Україні вид зростає в садах і парках — у західних областях; використовується як декоративна рослина.

## Опис
Це листяне дерево середнього розміру, заввишки 15–30 м, з сірою корою. Листя велике, 16–38 см (рідко до 50 см) завдовжки і 9–20 см (рідко 25 см) завширшки, шкірясте, згори зелене, знизу зеленувато-сріблясте або сірувато запушене та з гострим кінцем. Росте у мутонах по п'ять-вісім листків на кінці кожного пагона. Квітки також великі, чашоподібні, 15–20 см в діаметрі, з 9-12 кремовими, м’ясистими чашолистками, червоними тичинками ; вони мають сильний приємний запах і квітнуть на початку літа. Плід — довгасто-циліндрична сукупність фолікулів 12–20 см завдовжки і 6 см завширшки, яскраво-рожево-червоний, кожен фолікул містить одну-дві чорних насінини з м’ясистою оранжево-червоною оболонкою.

## Використання
Деревина міцна, легка та легко обробляється. У деяких районах Японії великі листки використовують для загортання їжі, а також як імпровізовану тарілку для смаженого м'яса або овочів, таких як цибуля-порей, гриби та місо в хоба-місо.

## Галерея

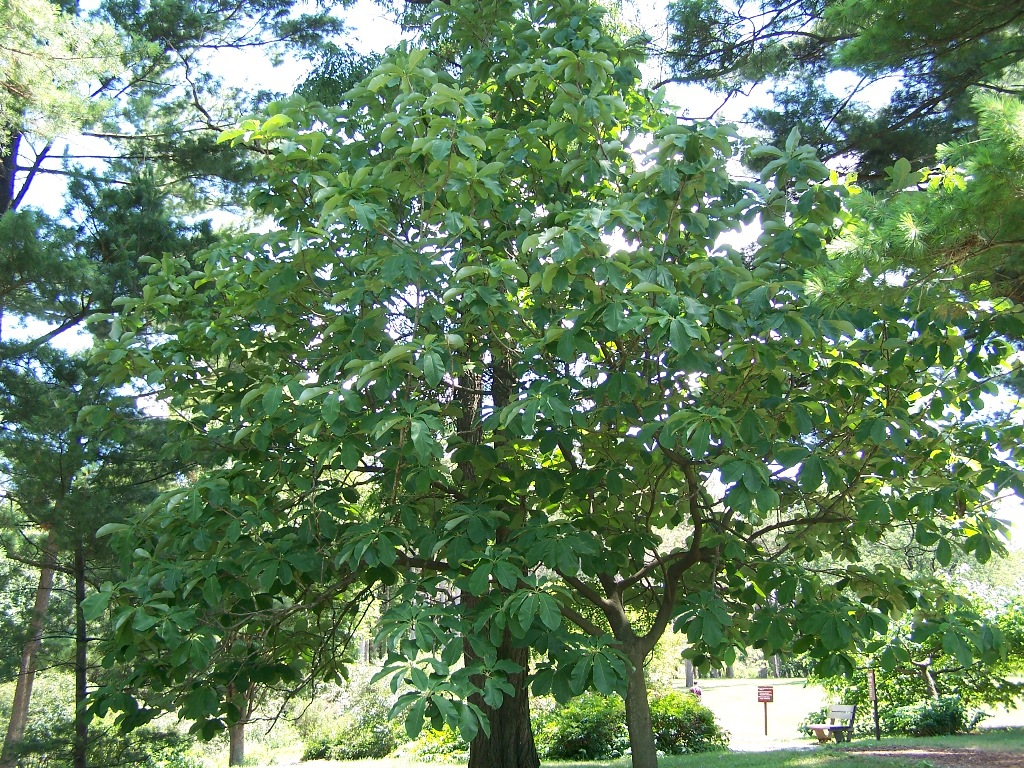
Дерево
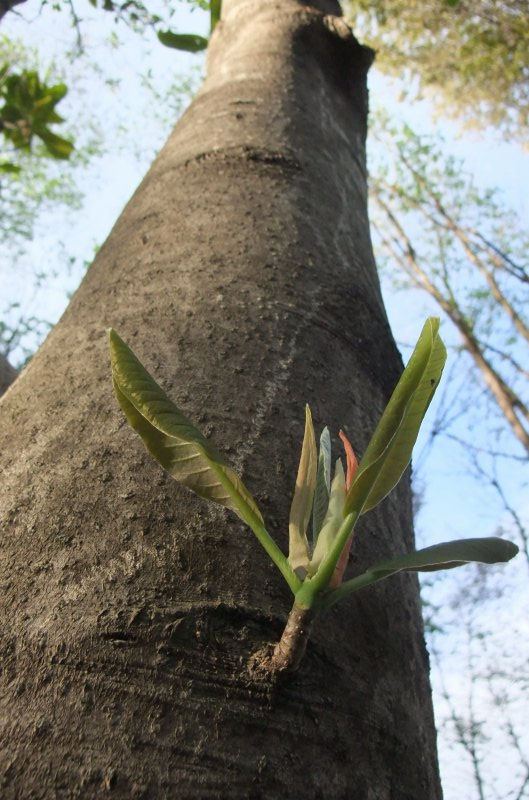
Стовбур
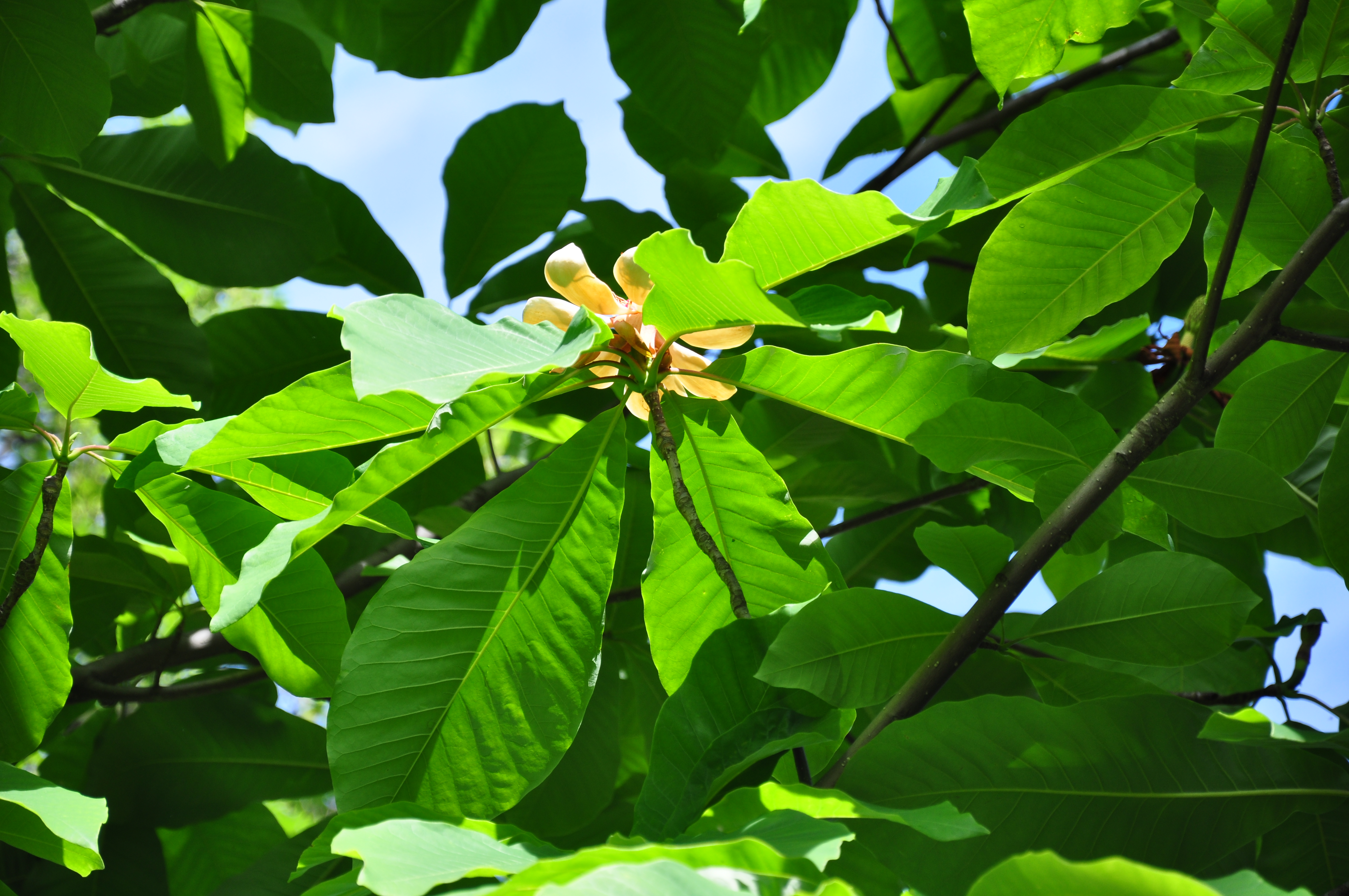
Листя
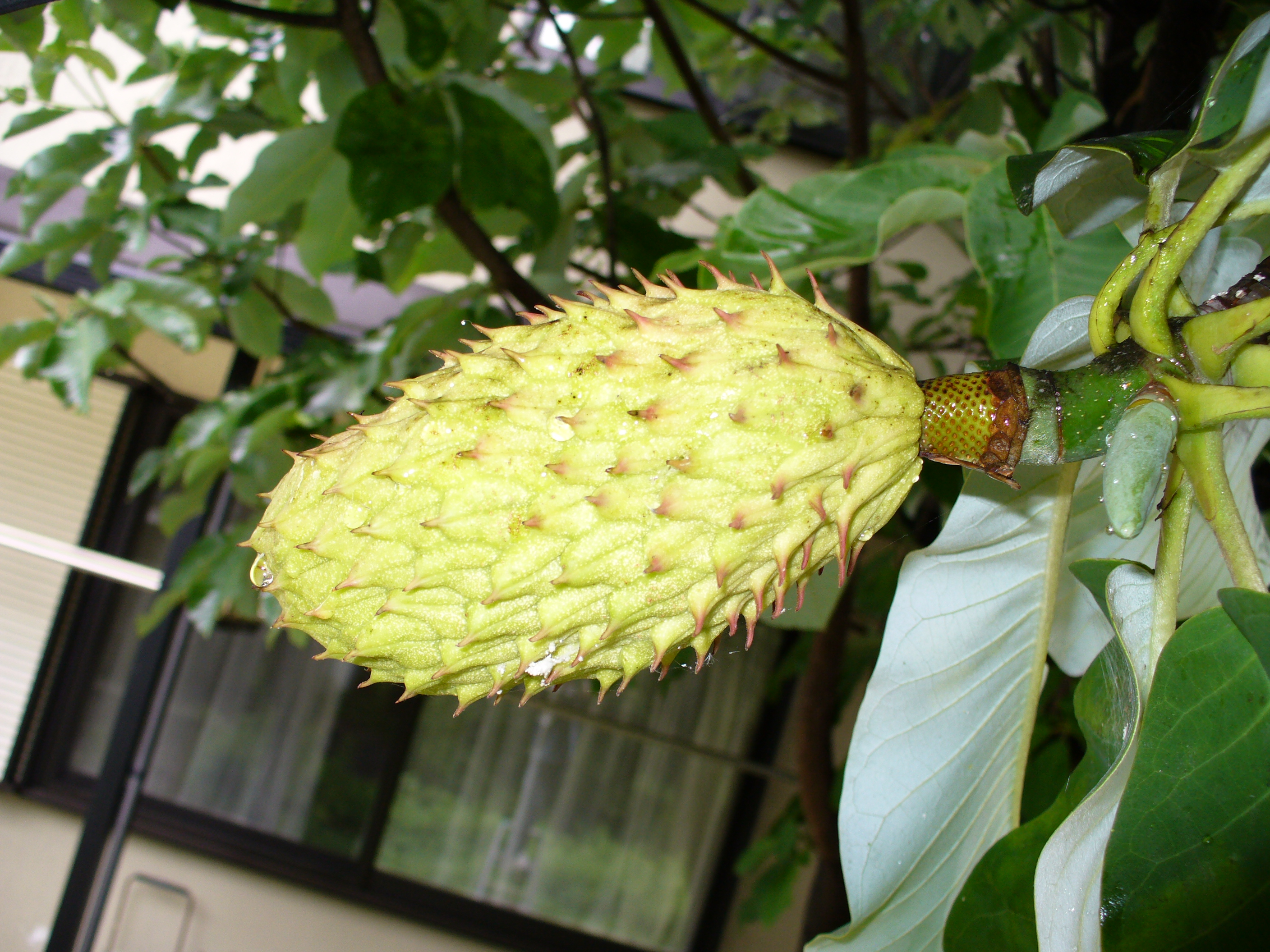
Молоді плоди
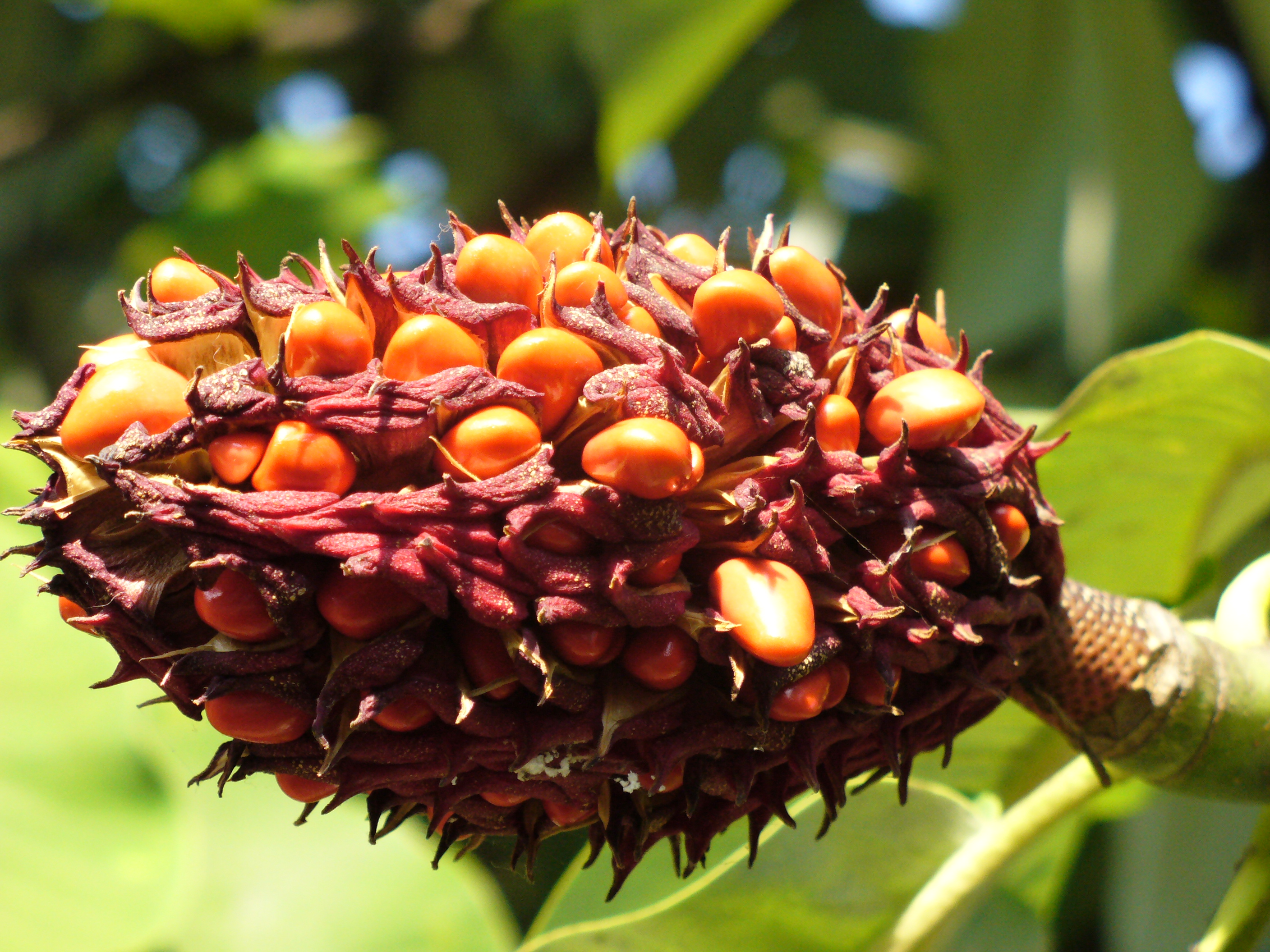
Стиглі плоди
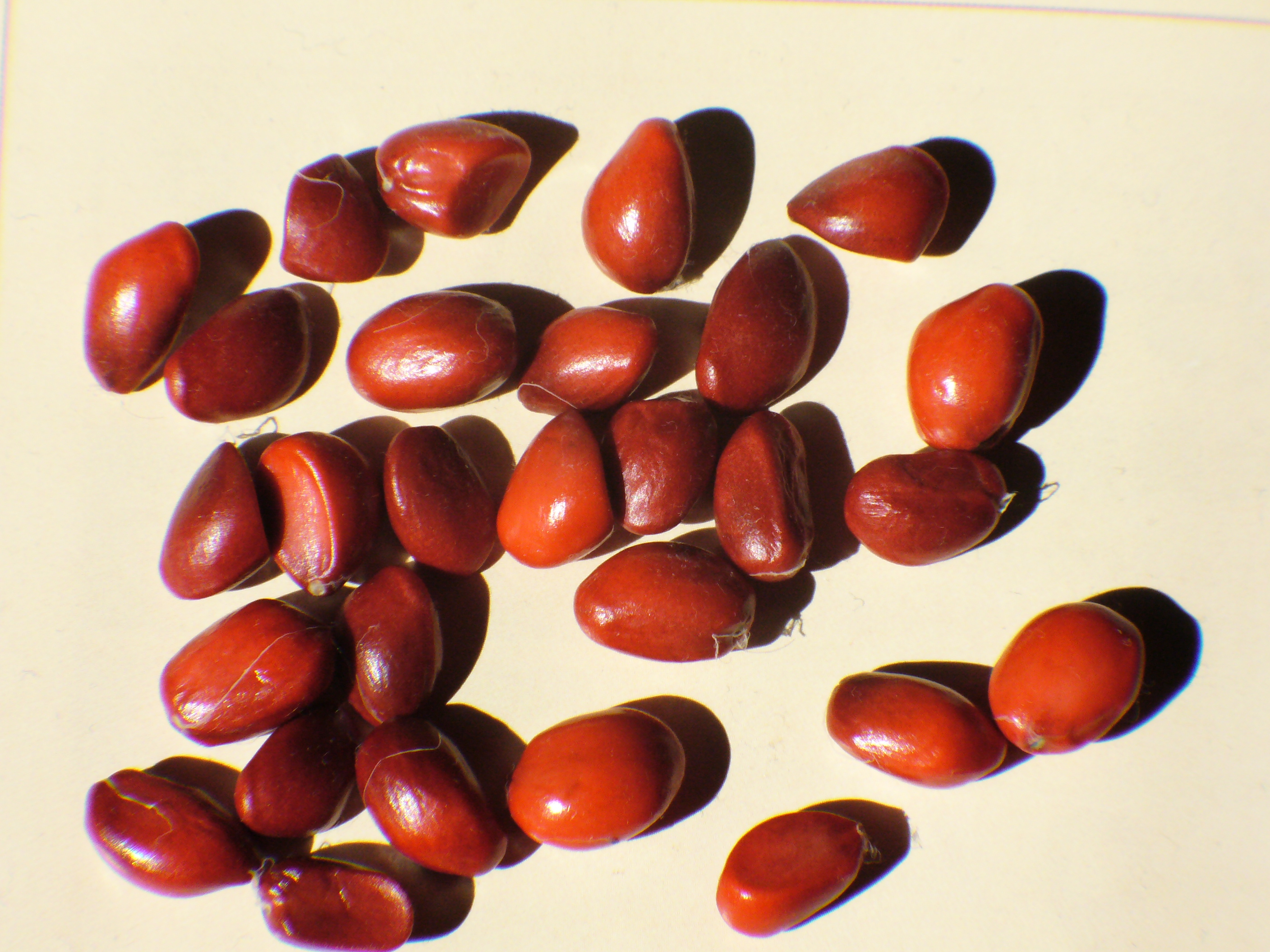
Насіння